# فالتر ماتوشفيتش
فالتر ماتوشفيتش (بالكرواتية: Valter Matošević)‏ مواليد 11 يونيو 1970 في رييكا، جمهورية يوغوسلافيا الاشتراكية الاتحادية، هو لاعب كرة يد كرواتي سابق لعب كحارس مرمى. شارك في دورة الألعاب الأولمبية الصيفية سنة 1996. حقق المركز الأول في ألعاب البحر الأبيض المتوسط 1991.

## الإنجازات
- الدوري الكرواتي لكرة اليد
  - الوصافة (1): 1992
  - النهائي (1): 2000
- بطولة يوغوسلافيا لكرة اليد (1): 1986-87
- دوري أبطال أوروبا لكرة اليد
  - الوصافة (1): 1995
- كأس أبطال الكؤوس الأوروبية لكرة اليد
  - النهائي (1): 2005
- كأس أوروبا لكرة اليد
  - النهائي (1): 2001
- بطولة أوروبا لكرة اليد للرجال 1994 - الثالث
- بطولة العالم لكرة اليد للرجال 1995 - الثاني
- بطولة أوروبا لكرة اليد للرجال 1996- الـ 5
- كرة اليد في الألعاب الأولمبية الصيفية 1996 - الأول
- بطولة العالم لكرة اليد للرجال 1997 - الـ 13
- بطولة أوروبا لكرة اليد للرجال 1998 - الـ 8
- بطولة أوروبا لكرة اليد للرجال 2000 - الـ 6
- بطولة العالم لكرة اليد للرجال 2001 - الـ 9
- بطولة أوروبا لكرة اليد للرجال 2002 - الـ 16
- بطولة العالم لكرة اليد للرجال 2003 - الأول
- بطولة أوروبا لكرة اليد للرجال 2004 - الـ 4
- كرة اليد في الألعاب الأولمبية الصيفية 2004 - الأول
- الألعاب الأولمبية الصيفية 2000 - الثاني

## روابط خارجية
- فالتر ماتوشفيتش على موقع الاتحاد الأوروبي لكرة اليد (الإنجليزية)
- فالتر ماتوشفيتش على موقع اللجنة الأولمبية الدولية (الإنجليزية)
- فالتر ماتوشفيتش على موقع أوليمبيديا (الإنجليزية)
- فالتر ماتوشفيتش على موقع اللجنة الأولمبية الكرواتية (مؤرشف) (الكرواتية)